# Bá quốc Tripoli
Bá quốc Tripoli (tiếng Latinh: Comitatus Tripolitanus, tiếng Hy Lạp: Κομητεία της Τρίπολης) là lãnh địa tự trị sau chót xuất hiện như hệ quả tích cực của phong trào Thập tự chinh. Tiểu quốc này trên danh nghĩa là thần thuộc Đế quốc Byzantine nhưng trên thực tế hoàn toàn tự quản.

## Lịch sử

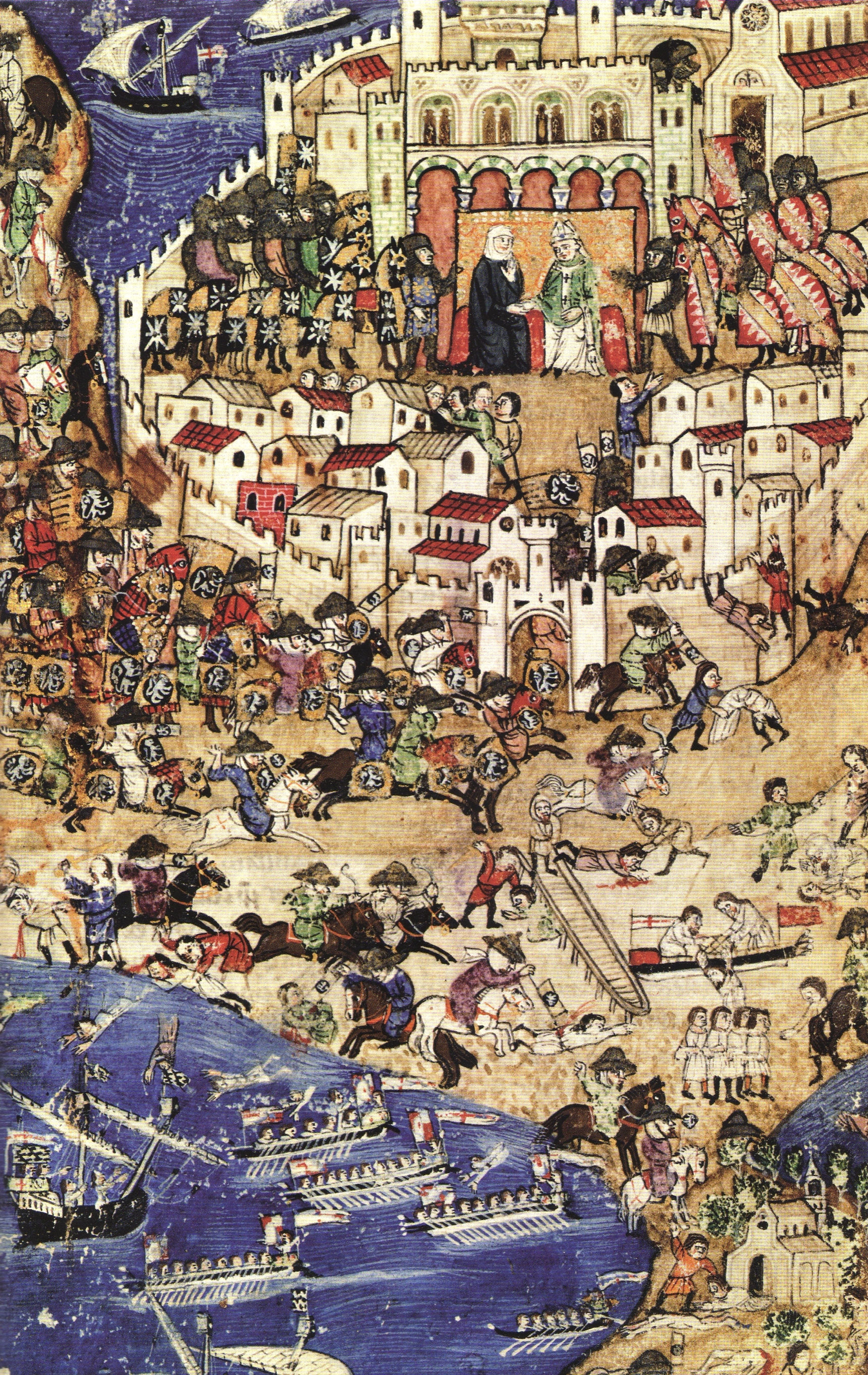
Trận Tripolitanus.

Pháo đài Raymond de Saint-Gilles lớn nhất Levant và là thành phố theo lối kiến trúc Mamluk lớn thứ hai sau Cairo. Thập tự quân đã thiết lập Bá quốc Tripoli vào năm 1102.
Bá tước Raymond IV xứ Toulouse (còn được gọi là Raymond de Saint-Gilles) là một trong những người giàu có và quyền lực nhất Thập tự chinh. Mặc dù vậy, sau cuộc Thập tự chinh đầu tiên, ông đã thất bại trong việc bảo vệ bất kỳ vùng đất nào ở Cận Đông. Trong khi đó, Bá quốc Edessa, Vương quốc Hierosolymitanum và Công quốc Antioch đã được thành lập. Tripoli là một mục tiêu chiến lược quan trọng vì nó liên kết người Pháp ở phía nam với người Norman ở phía bắc. Đó là một khu vực màu mỡ và đông dân cư. Năm 1102, Raymond IV chiếm Tortosa (nay là Tartus) và năm 1103, ông chuẩn bị, cùng với các cựu chiến binh của cuộc thập tự chinh 1101, để chiếm Tripoli.
Trên một sườn núi tự nhiên, mà ông đặt là "Mons Peregrinus" (Núi Pilgrim), cách Tripoli 3 km (1,9 mi), Raymond IV bắt đầu xây dựng một lâu đài lớn, được biết đến bằng tiếng Ả Rập Qal'at Sanjil. Mặc dù có pháo đài mới này và đạo quân tinh nhuệ, cuộc vây hãm Tripoli của Raymond IV đã thất bại trong việc bảo vệ cảng. Ông qua đời vào ngày 25 tháng 2 năm 1105.

## Bá tước
- Raymond IV xứ Toulouse (1102–1105)
- Alfonso-Jordan (1105–1109)
- William-Jordan, as regent (1105–1109)
- Bertrand xứ Toulouse (1109–1112)
- Pons xứ Tripoli (1112–1137)
- Raymond II xứ Tripoli (1137–1152)
- Raymond III xứ Tripoli (1152–1187)[2]
- Raymond IV xứ Tripoli (1187–1189), son of Bohemond III of Antioch.
- Bohemond IV xứ Antioch-Tripoli (1189 – 1233, kèm tước hiệu Vương công Antioch 1201 – 1216 and 1219 – 1233)
- Bohemond V xứ Antioch-Tripoli (1233 – 1252, kèm tước hiệu Vương công Antioc)
- Bohemond VI xứ Antioch-Tripoli (1252 – 1275, kèm tước hiệu Vương công Antioc 1252 – 1268)
- Bohemond VII xứ Antioch-Tripoli (1275–1287)
- Lucia xứ Tripoli (1287–1289)

Sau khi Tripolitanus bị quân Mamluk chinh phục, trên danh nghĩa lãnh địa này vẫn còn nhà cai trị.
- Lucia xứ Tripoli (1289 – c.1299)
- Philip xứ Toucy (c.1299 – 1300)

Nhưng ngôi lĩnh tụ Bá quốc Tripolitanus được chuyển sang các nhà cai trị Hierosolymitanum và Kypros.
- Peter I xứ Cyprus (1345–1359)
- Peter II xứ Cyprus (1359–1369)
- James xứ Lusignan (? – c. 1396), cousin
- John xứ Lusignan (c. 1396 – c. 1430), son
- Peter xứ Lusignan (c. 1430 – 1451), brother, Regent of Cyprus
- Juan Tafureso (1469–1473)